# 分數量子霍爾效應
分數量子霍爾效應（英語：Fractional quantum Hall effect，簡稱FQHE）是一種物理現象，指的是二維電子氣體的霍爾傳導率在{\displaystyle e^{2}/h}分數值時會出現準確量子化的平線區。它是一種集體態的特性，在這種集體態裡，電子把磁通量線束縛在一起，形成新的準粒子、有着分數化基本電荷的新激發態，並且有可能出現分數統計。1998年的諾貝爾物理學獎就是因着對分數量子霍爾效應的發現與解釋而授予羅伯特·勞夫林、霍斯特·施特默和崔琦三人。然而，勞夫林的解釋只是一個唯象性的猜測，而且只適用於{\displaystyle \nu =1/m}（其中{\displaystyle m}為奇整數）。FQHE的微觀起源仍然是一個謎，因此它是現時凝聚態物理學的主要研究課題。

## 簡介
分數量子霍爾效應是二維電子系統的一種集體行為。在特定的磁場中，電子氣體凝聚成一種奇異的液態，這種態非常敏感，需要低載流子密度的高品質材料，以及極低的溫度。與整數量子霍爾效應一樣，霍爾電阻率經過某些量子霍爾相變而形成一系列的平線區。每一個特定的磁場值對應一個填充因子（電子與磁通量量子間的比值）
{\displaystyle \nu =p/q}
其中p和q為沒有共同因數的整數。這裏的q除了5/2和3/2這兩個填充因子之外都是奇數。這樣的分數主數列為：
{\displaystyle {1 \over 3},{2 \over 5},{3 \over 7},\cdots }
和
{\displaystyle {2 \over 3},{3 \over 5},{4 \over 7},\cdots }
FQHE的理論發展共有幾個主要台階：
- 勞夫林態和分數電荷的準粒子：這套由勞夫林提出的理論是基於{\displaystyle 1/q}時基態的準確試驗波函數、準粒子和準空穴激發。這些激發是有着分數大小的電荷{\displaystyle e^{*}={e \over q}}的。
- 準粒子的分數交換統計：伯特蘭·霍爾珀林設想勞夫林態的分數電荷準粒子激發是分數統計角為{\displaystyle \theta ={\pi  \over q}}的任意子，這點已被丹尼爾·阿羅瓦斯（Daniel Arovas）、約翰·施里弗和弗朗克·韋爾切克證實；這種統計意味着當準粒子以逆時針方向交換時，波函數就會獲得相因子{\displaystyle e^{i\theta }}（還有阿哈羅諾夫－玻姆相因子）。較近期的一個實驗就為這個效應提供了清晰的證明[2]。
- 等級態：這套理論是由鄧肯·霍爾丹提出，並由霍爾珀林更深入地說明，它是用於解釋在勞夫林態{\displaystyle \nu =1/q}時並沒有觀測到填充因子一事。從勞夫林態開始，凝聚成自己的新勞夫林態的準粒子可以形成不同填充的新態。這些新態和填充受準粒子的分數統計限制，例如從勞夫林{\displaystyle \nu =1/3}態可以生成{\displaystyle \nu =2/5}和{\displaystyle 2/7}態。第一組新態的準粒子凝聚同樣也可以構建出另一組新態，如此類推，就能產生覆蓋所奇數分母填充分數的態等級。這個概念已經被量化證實[3]，並且以自然的次序帶出所觀測到的分數。艾伦·H·麦克唐纳和研究團隊成功把勞夫林原來的電漿體模型擴展到包含等級態[4]。
- 複合費米子（英语：Composite fermion）：這套理論是由賈南德拉·賈恩（英语：Jainendra K. Jain）提出，並由霍爾珀林、帕德里克·李（Partick A. Lee）和尼古拉斯·里德（Nicholas Read）所擴充。這套理論的基本概念是，作為互斥相互作用的結果，一顆電子捕獲了兩個（或偶數個，一般來說）渦旋，因此形成了整數電荷的準粒子，叫複合費米子。複合費米子的整數量子霍爾效應可用於明白電子的分數態。例如，這樣做的話填充因子在1/3、2/5、3/7等的電子行為與填充因子在1、2、3等的一致。物理學家已經觀測到複合費米子，而且理論已被實驗和電腦計算局部證實。複合費米子即使在分數量子霍爾效應以外也是有效的；例如填充因子1/2對應的是複合費米子的零磁場，導致產生費米海。複合費米子理論為勞夫林態和等級態提供了互補描述。里德指出，從它而來的試驗波函數雖然與等級繪景的並不一樣（勞夫林態的波函數是一樣的），但是都在同一個普適類（英语：Universality class）中。分數量子霍爾態並沒有（甚至原則上也是如此）能讓物理學家在排除等級描述同時確認複合費米子描述的實驗測試。

霍斯特·施特默和崔琦於1982年在研究砷化鎵異質結的實驗中發現了FQHE，而這種結是由亞瑟·戈薩德所開發的。崔琦、施特默與勞夫林因他們的研究獲授1998年的諾貝爾物理學獎。
分數電荷準粒子既不是玻色子，也不是費米子，它們所展現的是任意子統計。分數量子霍爾效應仍舊對拓扑序的理論具有影響力。某些量子霍爾態似乎擁有適用於拓樸量子電腦的性質。

## 分數電荷準粒子存在的證據
據報有實驗結果明確支持電子氣在FQHE狀況下有分數電荷的準粒子存在。
紐約石溪大學的量子反點靜電計於1995年直接觀測到分數電荷的勞夫林準粒子。在以色列雷霍沃特的魏茨曼科學研究學院和巴黎附近的替代能源與原子能委員會實驗室的兩組物理學家於1999年通過測量散粒噪聲而探測到這種帶電流的準粒子。而這個實驗都被肯定地證實了。
較近期有一個以極為直接的方式來測量準粒子電荷的實驗，得出了似乎毋庸置疑的可靠結果。

## 分數量子霍爾效應的影響
分數量子霍爾效應展示出朗道對稱性破缺理論的局限性。在此之前，物理學家一直相信對稱性破缺理論能解釋所有物質形態的全部重要概念和本質。根據這個觀點，物理學家唯一需要做的就是把對稱性破缺理論應用於所有不同種類的相和相變。從這個觀點我們就能明白到崔琦、施特默和戈薩德所發現的FQHE的重要性。
由於不同的分數量子霍爾態全都擁有相同的對稱性，因此不能使用對稱性破缺理論來描述。因此分數量子霍爾態代表了一種含有全新次序（拓樸次序）的新物態。例如，曾經被視為是所有材料的各向同性可能是二維上的各向異性。分數量子霍爾液體的存在表示着對稱性破缺範式以外還有一個需要被探索的世界。FQHE為凝聚態物理學開啟了全新的一章。分數量子霍爾態所代表的新類型次序大大地豐富了物理學家對量子相和量子相變的理解。相關的分數電荷、分數統計、非阿貝爾統計、手徵邊緣態等性質就是多體系統湧現的能力與魅力的展示。